# Bardengau

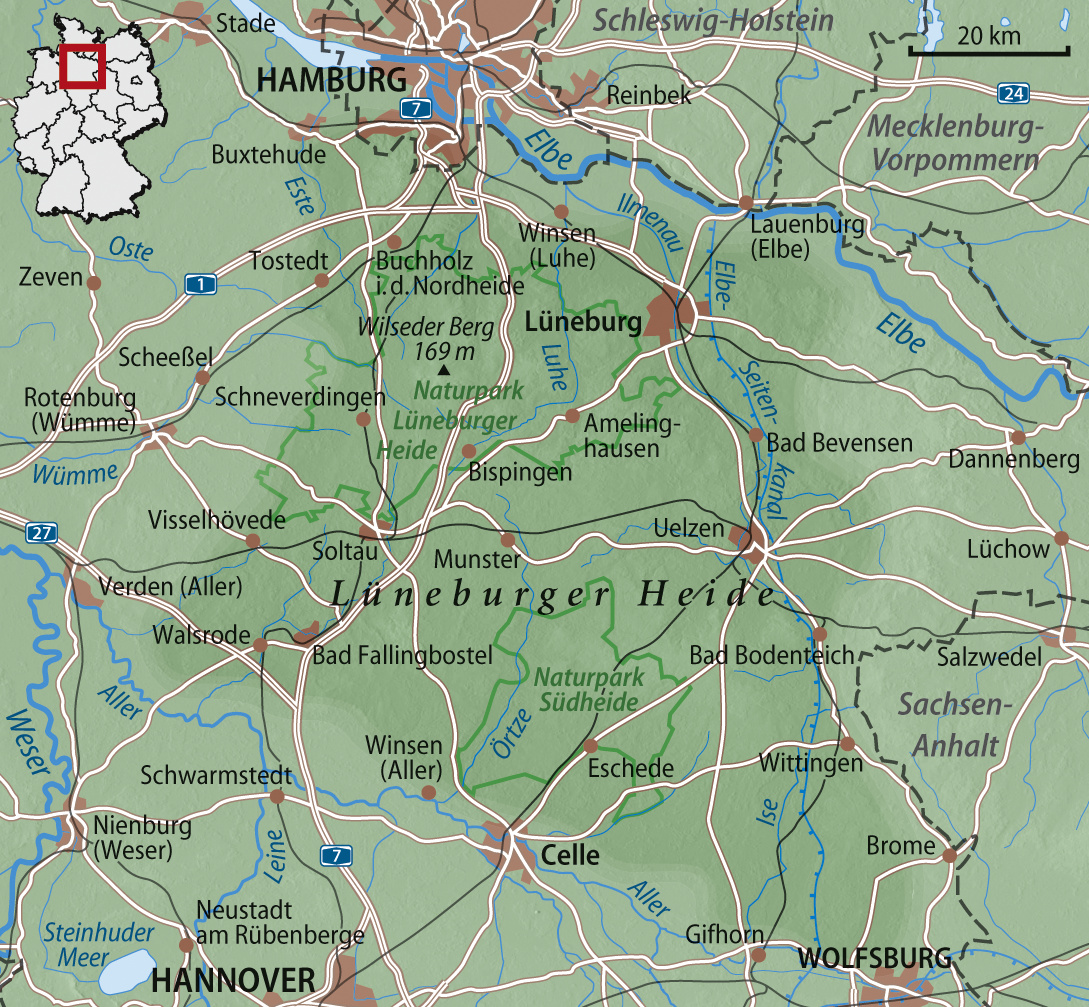
Brughiera di Luneburgo

Ducato di Brunswick-Lüneburg intorno al 123

Il Bardengau era una regione storica della Bassa Sassonia nella Germania settentrionale che si estendeva sugli attuali circondari di Luneburgo e Uelzen, comprendendo anche parti dei circondari di Harburg, di Lüchow-Dannenberg e della Landa di Luneburgo. 
Il territorio si trova sulla riva sinistra del basso corso dell'Elba, fra l'Este e il Jeetzel e coincide all'incirca con un'area geografica nota anche oggi come la brughiera di Luneburgo (tedesco: Lüneburger Heide). Le città principali erano: Bardowick, Lüneburg, Oldenstadt (attuale Uelzen), Emmanthorpe (attuale Emmendorf).

## Storia
Indagini archeologiche hanno dimostrato che fra il I ed V secolo d.C. l'area del Lüneburger Heide fu sede di insediamenti stabili di tribù longobarde, in particolare della tribù dei Barden o Bardi. Numerose necropoli longobarde sono state ritrovate nella regione a Darzau, Rebenstorf, Rieste, Nienbüttel, Bahrendorf, Harsefeld, Putensen, Hamburg-Langenbeck, Hamburg-Harmstorf.
In epoca carolingia il Bardengau divenne un gau dell'antica Sassonia. Negli annali franchi il Bardengau viene nominato la prima volta nell'anno 780, ove si dice che in un luogo chiamato Orhaim, l'attuale Ohrum, alla presenza di Carlomagno, furono battezzati omnes Bardongavenses et multi de Nordleudi . La stessa indicazione viene riportata negli Annales Mettenses priores, ove si parla di un pagum quod dicitur Bordingavich.
La citazione successiva negli annali franchi è dell'anno 785 quando Carlomagno, dopo aver sconfitto i Sassoni, si recò in Bardengau (chiamata Bardengawi nel testo suddetto), per ricevere la resa del capo dei sassoni Widukind che accettò anche di farsi battezzare giurando fedeltà a Carlomagno.
Nelle fonti storiche ritroviamo il Bardengau nell'anno 795. Negli Annali Petaviani si dice che in quell'anno Carlomagno andò in Sassonia con il suo esercito ed entrò nel villaggio di Badinc poi associato a Bardengan caput Bardowik. Una citazione analoga si trova negli Annali del Regno dei Franchi per il 795 in cui si dice che Carlomagno si recò con il suo esercito in un posto chiamato Hliuni, che viene associato a Luneburgo.
A partire dal IX secolo la famiglia dei Billunghi è indicata con il titolo di conti di Bardengau.
Dopo la divisione del Ducato di Sassonia, successiva alla deposizione di Enrico il Leone, il Bardengau divenne un territorio del Ducato di Brunswick-Lüneburg e successivamente del Principato di Lüneburg.